# Brooklyn Tabernacle
Brooklyn Tabernacle è un edificio di culto di New York, negli Stati Uniti d'America.
Si tratta di una chiesa evangelica pentecostale, multiculturale e non confessionale (ovvero non appartenente ad altra organizzazione religiosa) che si trova al n. 17 di Smith Street al Fulton Mall, nel centro di Brooklyn.
Il Brooklyn Tabernacle conta circa 16 000 membri ed è una delle più grandi chiese evangeliche dell'area metropolitana di New York.
La chiesa ospita il Brooklyn Tabernacle Choir (vincitore di sei premi Grammy e di cinque Premi Dove), diretto da Carol Cymbala, la moglie del pastore Jim Cymbala.

## Storia
La comunità evangelica Brooklyn Tabernacle fu fondata nel 1847 come locale centrale della Chiesa Presbiteriana, utilizzando le strutture della Chiesa Presbiteriana in primo luogo.
La sua è una storia alquanto difficile, costellata di difficoltà, e soprattutto di ostacoli di varia natura (anche dolosa). Il primo edificio si trovava all'angolo tra State e Nevins Street, con riunioni che ebbero inizio a cominciare dal 3 aprile 1853. Detto locale fu però distrutto da un incendio nel 1869. Il secondo locale di culto "Brooklyn Tabernacle" è stato costruito nel 1873 all'incrocio tra Marcy e Jefferson. Anche questo edificio, purtroppo, fu distrutto durante un temporale nel 1889. Il terzo tabernacolo (così venivano chiamati gli edifici) costruito all'angolo di Clinton Avenue e Greene Street, contava già 6.000 posti ed è stato distrutto da un incendio nel 1894, ma fu poi ricostruito nello stesso luogo.
Gli eventi della storia successiva video una progressiva diminuzione dei partecipanti alle riunioni. Jim e Carol Cymbala hanno assunto la conduzione della chiesa nel autunno del 1971, quando la congregazione era ridotta a sole 30 persone, che si incontravano in un edificio fatiscente sulla Atlantic Avenue a Brooklyn. Da allora si registro un fenomeno esponenzialmente inverso, che portò, nel 1980, il Brooklyn Tabernacle ad acquistare l'ex Teatro Carlton a 292 Flatbush Avenue a 7th Avenue, convertendo il teatro 1383 posti in una chiesa. Dopo molti anni di declino, la comunità fu rivitalizzata da una congregazione non confessionale, e divenne nota come la casa del pluripremiato Brooklyn Tabernacle Choir. La chiesa rimase in questa posizione fino al 2002, anno in cui fu acquistato e ristrutturato Teatro Metropolitan dell'ex Loew a 17 Smith Street.

## Stato attuale
L'attuale edificio in uso dall'assemblea Brooklyn Tabernacle è stato ristrutturato a cura del gruppo di progettisti della "Kostow Greenwood Architects" e "Robert Silman Associates" mutando il vecchio teatro di varietà a modernissimo edificio per le attività di culto. Particolare attenzione è stata posta, per ovvi motivi, anche alla progettazione sonora, con accorgimenti altamente professionali che riguardano l'acustica e le attrezzature di registrazione. Il locale di culto può ospitare, oggi, 3.200 persone, mentre i due edifici adiacenti sono stati trasformati in uffici, aule, aree di servizio alla comunità, e strutture per la ristorazione. Il calendario settimanale delle attività prevede tre servizi, della durata media di due ore ciascuno. Il Brooklyn Tabernacle Choir ha cantato "L'inno di battaglia della Repubblica" al 2013 secondo insediamento di Barack Obama.
Nella carriera discografica, il Brooklyn Tabernacle Choir è stato invitato a presenziare ed a cantare in diverse manifestazioni di natura ecclesiastica e civile, sia negli Stati Uniti che in altre parti del mondo. In Italia, sono stati invitati per un evento, organizzato da alcune Associazioni Onlus, aventi finalità filantropiche. Le date dei concerti sono state fissate per il 20 giugno 2017 a Roma, e per il 23 giugno a Milano. La vista del gruppo denominato "Brooklyn Tabernacle Singers", accompagnato dal Pastore Jim Cymbala ha previsto anche l'organizzazione di workshop inerenti alle leadership musicali e pastorali, nelle date del 21 giugno a Roma, e del 22 giugno a Milano.